# HD 120672
HD 120672，又名CD-35 9054，SAO 204911、HR 5208，是一颗恒星，视星等为6.35，位于銀經316.24，銀緯24.88，其B1900.0坐标为赤經13h 45m 45.4s，赤緯-35° 24.88′ 5″。